# Maha Sarakham (provincie)
Maha Sarakham is een provincie in het noordoosten van Thailand in het gebied dat ook wel Isaan wordt genoemd. In December 2002 had de provincie 942.909 inwoners, waarmee het de 21e provincie qua bevolking in Thailand is. Met een oppervlakte van 5291,7 km² is het de 42e provincie qua omvang in Thailand. De provincie ligt op ongeveer 475 kilometer van Bangkok. Maha Sarakham grenst aan Kalasin, Roi Et, Surin, Buriram en Khon Kaen. Maha Sarakham ligt niet aan zee.

## Provinciale symbolen
|  | Het provinciale zegel van Maha Sarakham. |

## Politiek

### Bestuurlijke indeling
De provincie is onderverdeeld in 11 districten (Amphoe) en 2 subdistricten (King Amphoe) namelijk:
| Amphoe 1. Mueang Maha Sarakham 2. Kae Dam 3. Kosum Phisai 4. Kantharawichai 5. Chiang Yuen 6. Borabue 7. Na Chueak 8. Phayakkhaphum Phisai 9. Wapi Pathum 10. Na Dun 11. Yang Sisurat | King Amphoe 12. Kut Rang 13. Chuen Chom |  |